# Festival d'orgues Forbach-Völklingen
Le festival d'orgues Forbach-Völklingen,, est un festival de musique classique transfrontalier, ayant lieu annuellement de mi septembre à mi octobre depuis 2001 principalement à Forbach et à Völklingen.

## Origine
Il est né de la volonté de concrétiser le jumelage de deux communes : l'une Mosellane (Forbach), et l'autre Sarroise (Völklingen) par un projet culturel[non neutre]. La présence de quatre orgues remarquables dans ces villes constitue un patrimoine culturel et musical important[réf. nécessaire], d’autant que ces quatre instruments se complètent d’un point de vue stylistiqueLe premier Festival a eu lieu en 2001. Une quinzaine de manifestations autour de l’orgue (concerts, visites, masterclasses, audition, projet pédagogique, exposition…) compose sa programmation tous les ans. 
À l'origine, la direction artistique a été confiée à Annette Philipp (présidente de l'association ses Amis des Orgues de Forbach/AMOFOR), Thierry Ferré (professeur d'orgue au conservatoire de Forbach et organiste à l'église Saint-Rémi de Forbach), Andreas Mehs (Kantor de l'église Sankt Eligius de Völklingen) et Reinhardt Ardelt (Kantor de la Versöhnungskirche de Völklingen). Aujourd'hui, Annette Philipp Et Thierry Ferré travaillent avec Jonas Mayer (Kantor de l'église Sankt Eligius de Völklingen) et Rainer Oster (Kantor de la Versöhnungskirche de Völklingen). 

## Déroulement

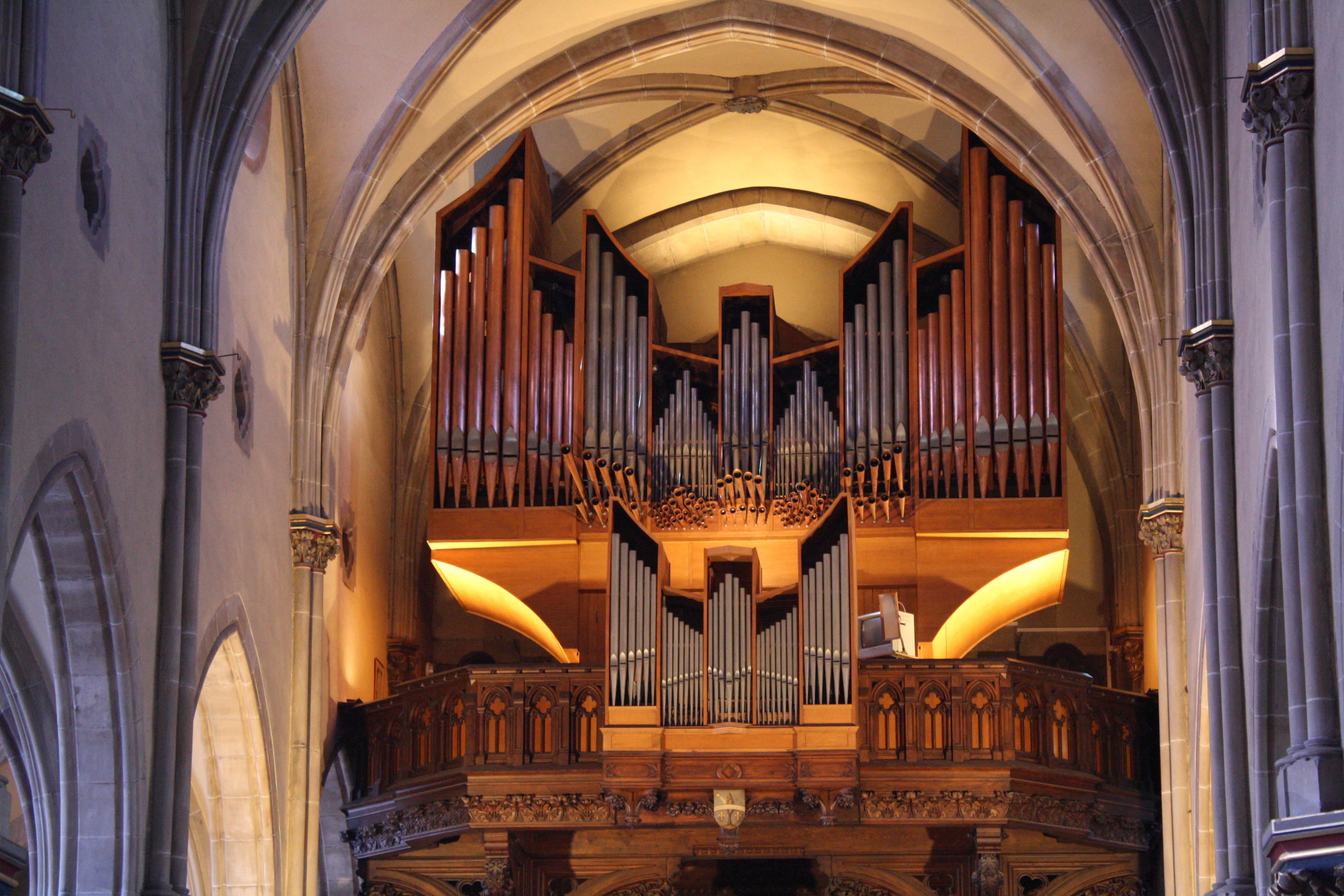
Orgue de l'église Saint-Rémi de Forbach.

Les principales manifestations du Festival d’orgues Forbach-Völklingen sont les concerts où l’orgue est le plus souvent accompagnés par d’autres instruments, chanteurs, ensembles instrumentaux ou vocaux. Ils ont lieu majoritairement sur les quatre grands instruments des villes de Forbach et Völklingen, c’est-à-dire en l’église protestante de Forbach, à l’église Saint-Rémi de Forbach, à l'église Saint-Eligius de Völklingen (de) ou encore à l'église de la Réconciliation de Völklingen (de).
Régulièrement, un concert est organisé dans d’autres lieux, tel la Chapelle Sainte-Croix de Forbach, l’église Saint-François de Stiring-Wendel, l’église Saint-Joseph de Petite-Rosselle, la chapelle du Lycée Albert-Einstein de Völklingen.

## Chœur transfrontalier

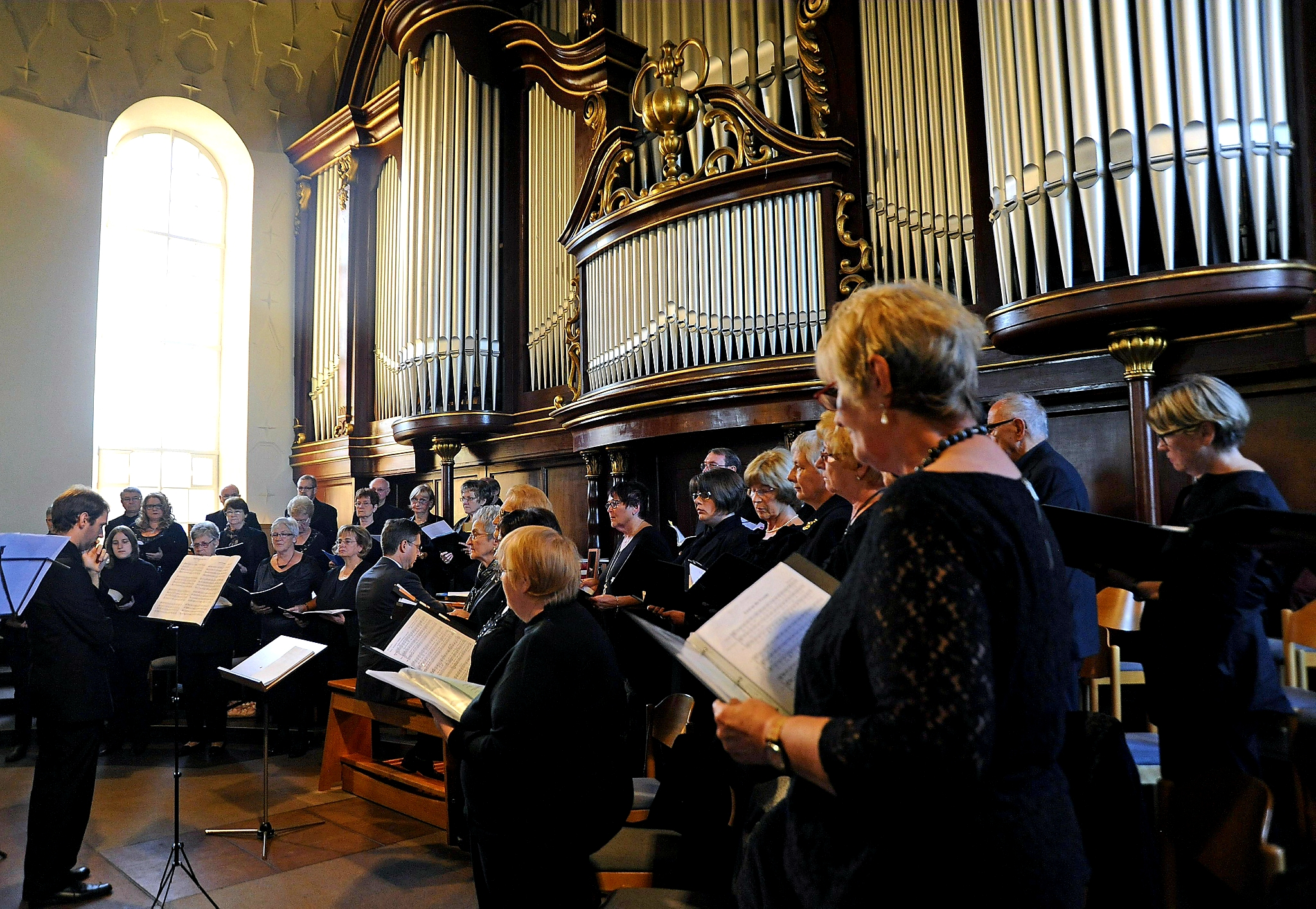
Chœur du Festival d'orgues Forbach-Völklingen

Dès la deuxième édition du festival d’orgues, les organisateurs ont souhaité associer un chœur pour étendre le répertoire proposé au public. Un chœur transfrontalier a été créé et placé sous la direction de Thierry Ferré et d’Andreas Mehs, respectivement organistes dans les villes de Forbach et Völklingen.
Ce chœur existe depuis 2002 et il est formé d’une quarantaine de choristes amateurs venus des régions de Forbach et de Völklingen. Exemple de coopération transfrontalière[non neutre], les répétitions ont lieu tantôt à Forbach, tantôt à Völklingen.
Le chœur participe aux concerts du festival et donne aussi un concert en début d’année. Son répertoire est constitué d’œuvres religieuses, souvent encore inconnues ou méconnues.

## Masterclasse

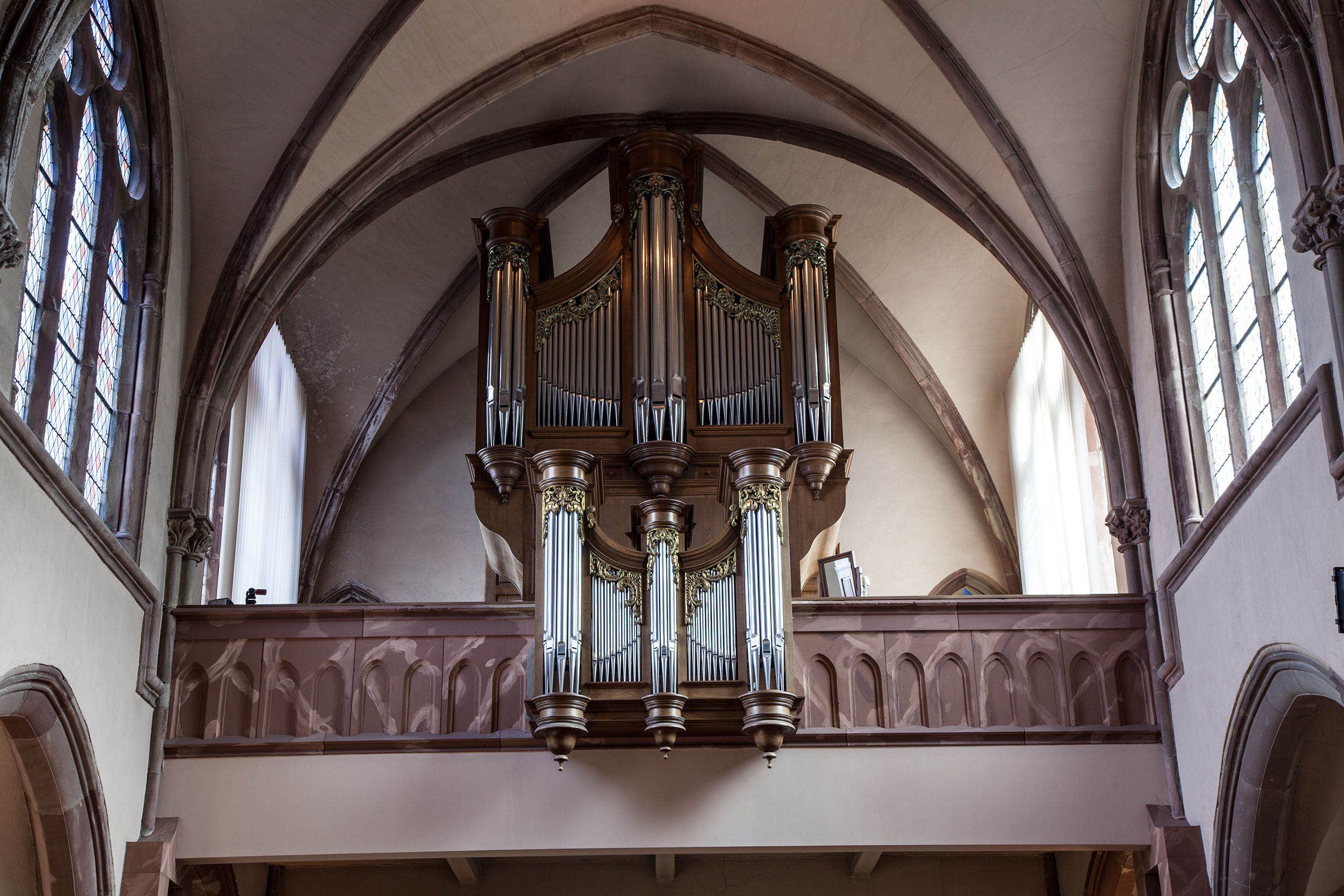
Orgue de l'église protestante de Forbach.

Dès le commencement, le Festival d’orgues Forbach-Völklingen a souhaité proposé aux organistes de tous niveaux de se perfectionner auprès de grands organistes. Chaque année, un musicien réputé et spécialiste d’une thématique musicale est invité pour partager ses connaissances au cours d’une masterclass, classe de maître. Voici la liste des masterclass organisées : 
- 2001 : Max Reger et les romantiques allemands (Ludger Lohmann, Stuttgart)
- 2002 : La musique baroque française (Norbert Petry, Metz)
- 2003 : L’œuvre pour orgue d’Olivier Messiaen (Almut Rössler, Düsseldorf)
- 2004 : L’Orgelbüchlein de Johann Sebastian Bach (Wolfgang Zerer, Hambourg)
- 2005 : Franck, Brahms, Liszt (Louis Robillard, Lyon)
- 2006 : Buxtehude et Bruhns (Francis Jacob, Saessolsheim)

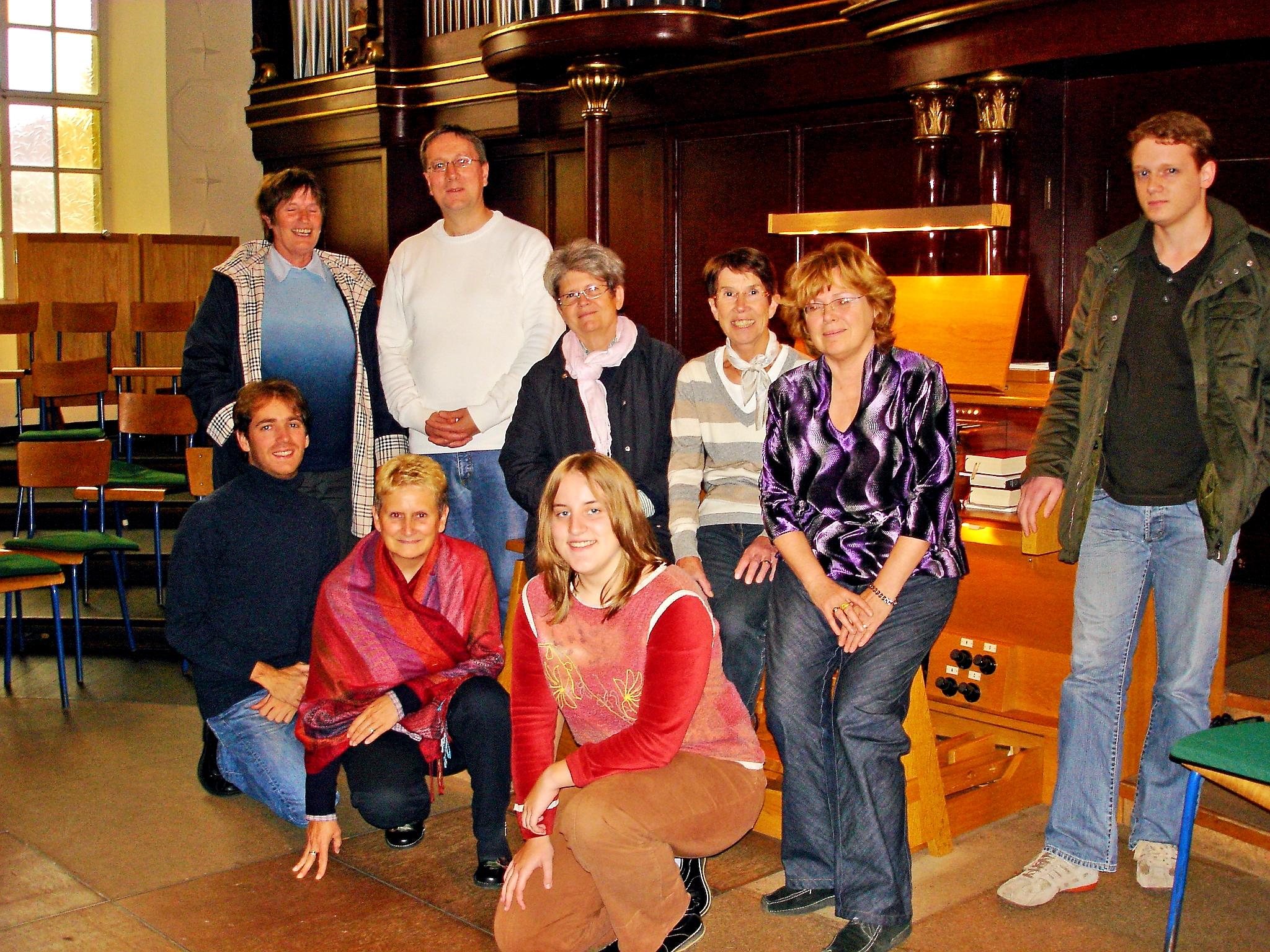
Masterclasse par Marie-Louise Langlais 2007

- 2007 : L'école de Sainte Clothilde : César Franck et Jean Langlais (Marie-Louise Langlais, Paris)
- 2008 : L’œuvre pour orgue de Max Reger (Gerhard Weinberger, Munich / Detmold)
- 2009 : La musique d’orgue de Mendelssohn (Liesbeth Schlumberger, Lyon)
- 2010 : Franck, Vierne, Widor  (Daniel Roth, Paris),

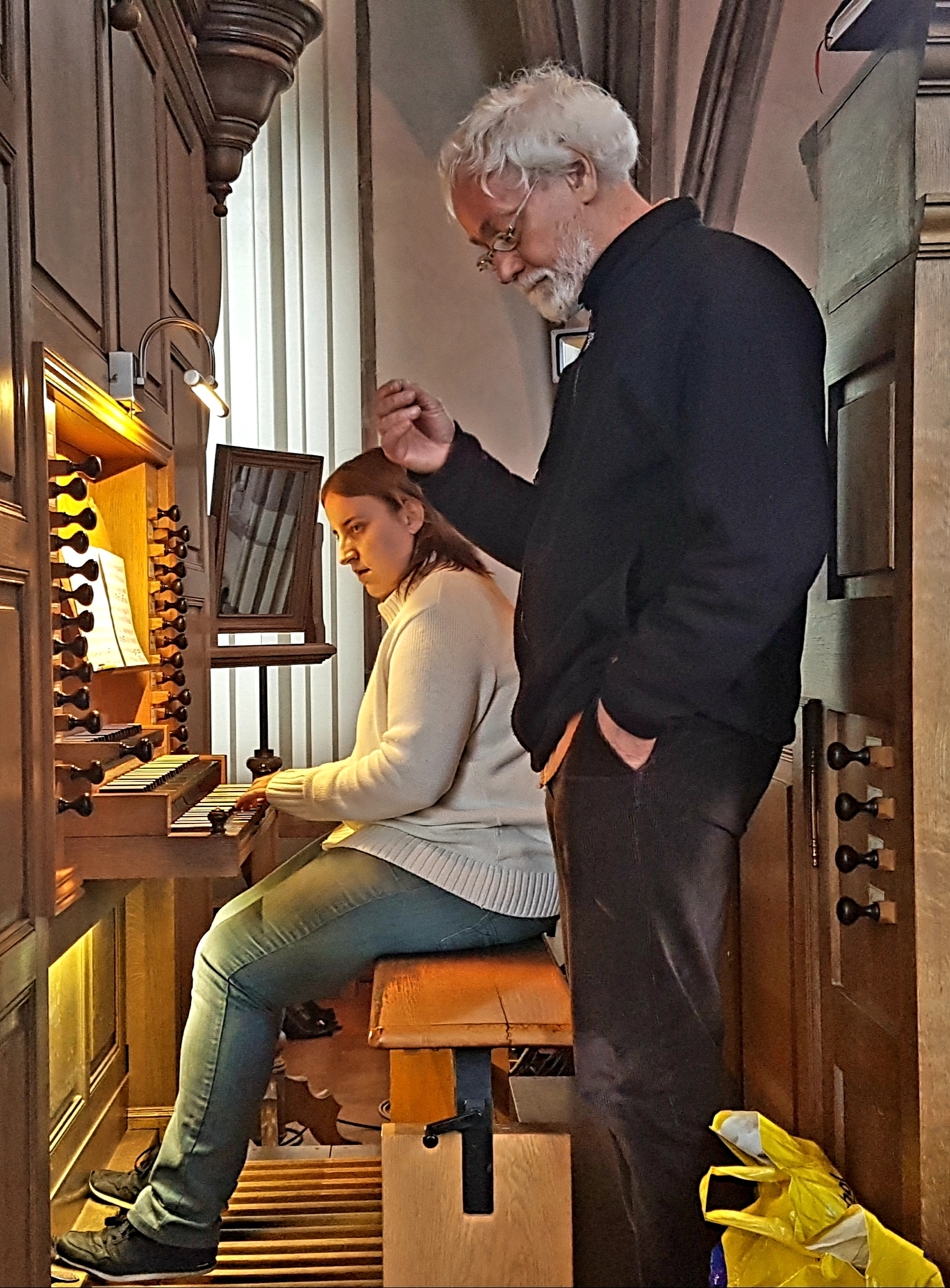
Masterclasse par Jan Willem Jansen

- 2011 : Musique anglaise pour orgue (David Saint, Birmingham)
- 2012 : La musique d'orgue italienne (Mauricio Salerno, Milano)
- 2013 : Musique pour orgue contemporaine (Dominik Susteck, Cologne)
- 2014 : Le style galant (Johannes Geffert, Cologne)
- 2015 : Musique pour orgue aux environs de 1600 en Allemagne du Nord (Friedhelm Flamme, Detmold)
- 2016 : Max Reger et les grands romantiques (Bernhard Haas)[réf. nécessaire][8]
- 2017 : itelouze - Boëly : prémices et chant du cygne de l'orgue classique français (François Ménissier, Rouen)[9]
- 2018 : La musique tchèque pour orgue (Jan Dolezel, Erlangen)
- 2019 : Musique d'orgue de manuscrits anciens autour de 1600 (Jan-Willem Jansen, Toulouse)
- 2020 : Pas de Festival en raison du Covid
- 2021 : Clérambault, Couperin & Bach (Rainer Oster, Sarrebruck)
- 2022 : Le chant grégorien et l'orgue français au 20ème siècle (David Cassan, Paris)

## Visite d'orgues

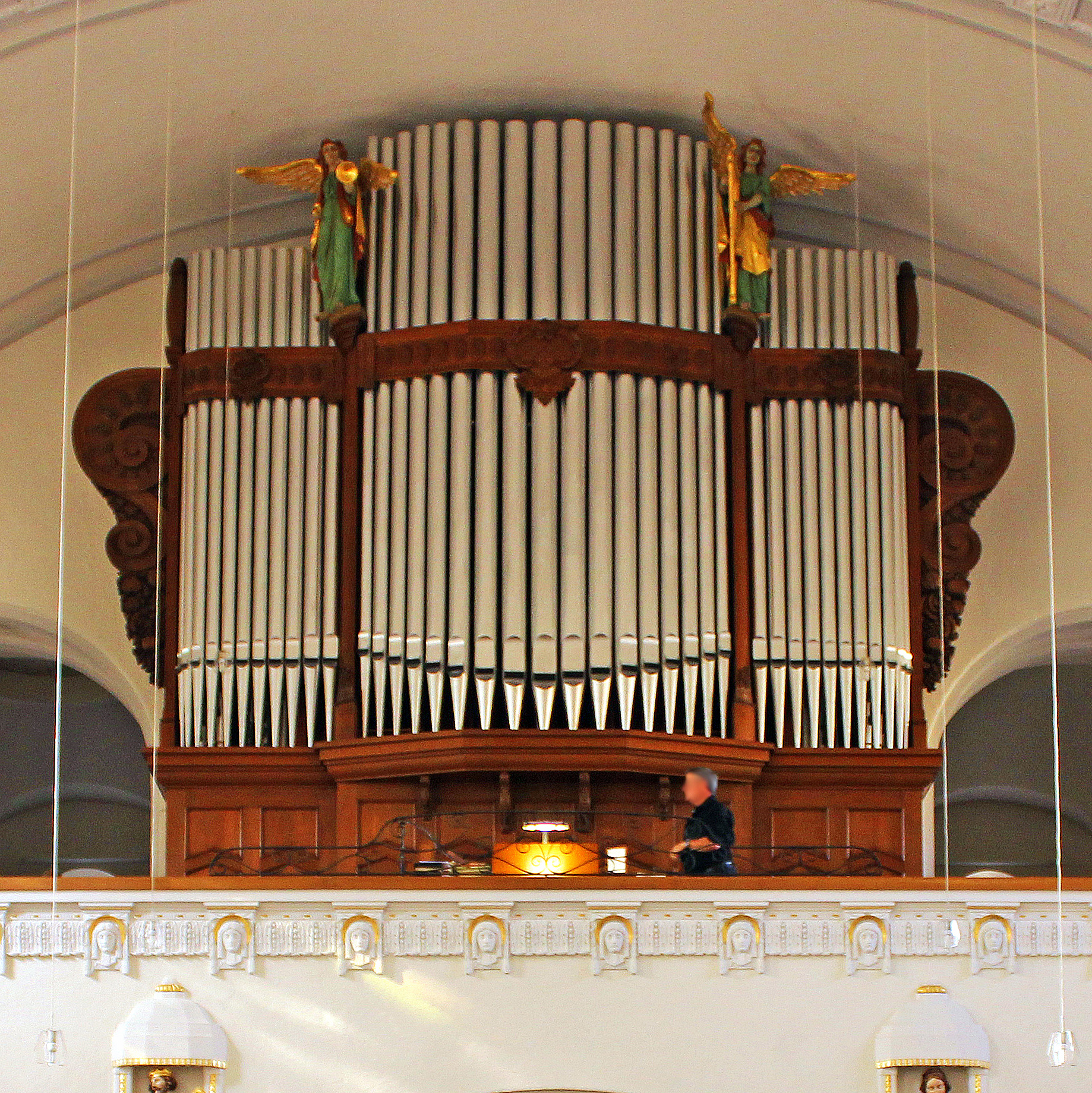
Orgue de l'église Sankt Eligius (Saint-Eloi) de Völklingen

Chaque orgue est unique et possède sa personnalité, son caractère, sa taille, son style, son environnement[réf. nécessaire]. Depuis le début du Festival est programmée, chaque année, une visite d’orgues pour découvrir des orgues remarquables de par leur facture instrumentale, leur valeur historique ou leur qualité sonore.
- 2001 : Völklingen (Versöhnungskirche, St. Eligius), Forbach (églises Saint-Rémi et protestante), Heusweiler (Orgelbau Mayer)
- 2002 : Völklingen (Realgymnasium), Dillingen (Hl. Sakrament), Saint-Avold (église Saint-Nabor)
- 2003 : Wustweiler (Herz Jesu), Dirmingen (St. Wendalinus), Hasborn (St. Bartholomäus)
- 2004 : Sarralbe (église Saint-Martin), Sarre-Union (manufacture König), Sarrebourg (église Saint-Barthélémy)
- 2005 : Völklingen (Kapelle des St.-Michaelskrankenhaus, Wehrden St. Hedwig) , Sarreburck (Christkönig)
- 2006 : Boulay (église Saint-Étienne), Bouzonville (église Sainte-Croix), Metz (Cathédrale, orgue du Triforium)
- 2007 : Spire (Christuskirche und Gedächtniskirche)
- 2008 : Strasbourg (Bouclier, St. Paul, Cathédrale Notre-Dame)
- 2009 : Heidelberg (Stadthalle und Jesuitenkirche)
- 2010 : Orgues Silbermann d’Alsace (Bouxwiller, Marmoutier), Manufacture Blumenroeder
- 2011 : Stumm-Orgeln im Hunsrück, Rhaunen, Sulzbach et Orgel-Art-Museum Windesheim
- 2012 : Visite au Luxembourg : Dudelange (église Saint-Martin), Esch-sur-Alzette (église Saint Joseph), Luxembourg (Cathédrale et église Saint-Michel)
- 2013 : Sinzig (St. Peter), Abtei Maria Laach
- 2014 : Metz  (Église Notre-Dame, Tempe Neuf, Église Saint-Simon-et-Saint-Jude)
- 2015 : Trèves
- 2016 : Wissembourg (église protestante Saint-Jean, abbatiale Saint-Pierre et Saint-Paul)
- 2017 : Mayence
- 2018 : Nancy (Sacré Cœur, Saint-Sébastien, Cathédrale)
- 2019 : Cassel
- 2020 : Pas de Festival en raison du Covid
- 2021 : Annulée
- 2022 : Hayange (église Saint-Martin), Thionville (église Saint-Maximin), Guentrange (église Saint-Urbain)

## Musique contemporaine
Le Festival d’orgues Forbach-Völklingen soutient la création contemporaine. Il a permis la composition de plusieurs œuvres : Magnificat d’Andreas Mehs für Chor und Orgel, créé le 19 septembre 2003, Suite d’Olivier Schmitt, pour violoncelle, créé le 14 octobre 2007, Méandres d’Alain Baltès pour flûte à bec et orgue, créé le 3 octobre 2008, L’hymne du jumelage Forbach-Völklingen de Victoria Lescalier, créé le 27 septembre 2014,.

## Présentation pédagogique de l'orgue

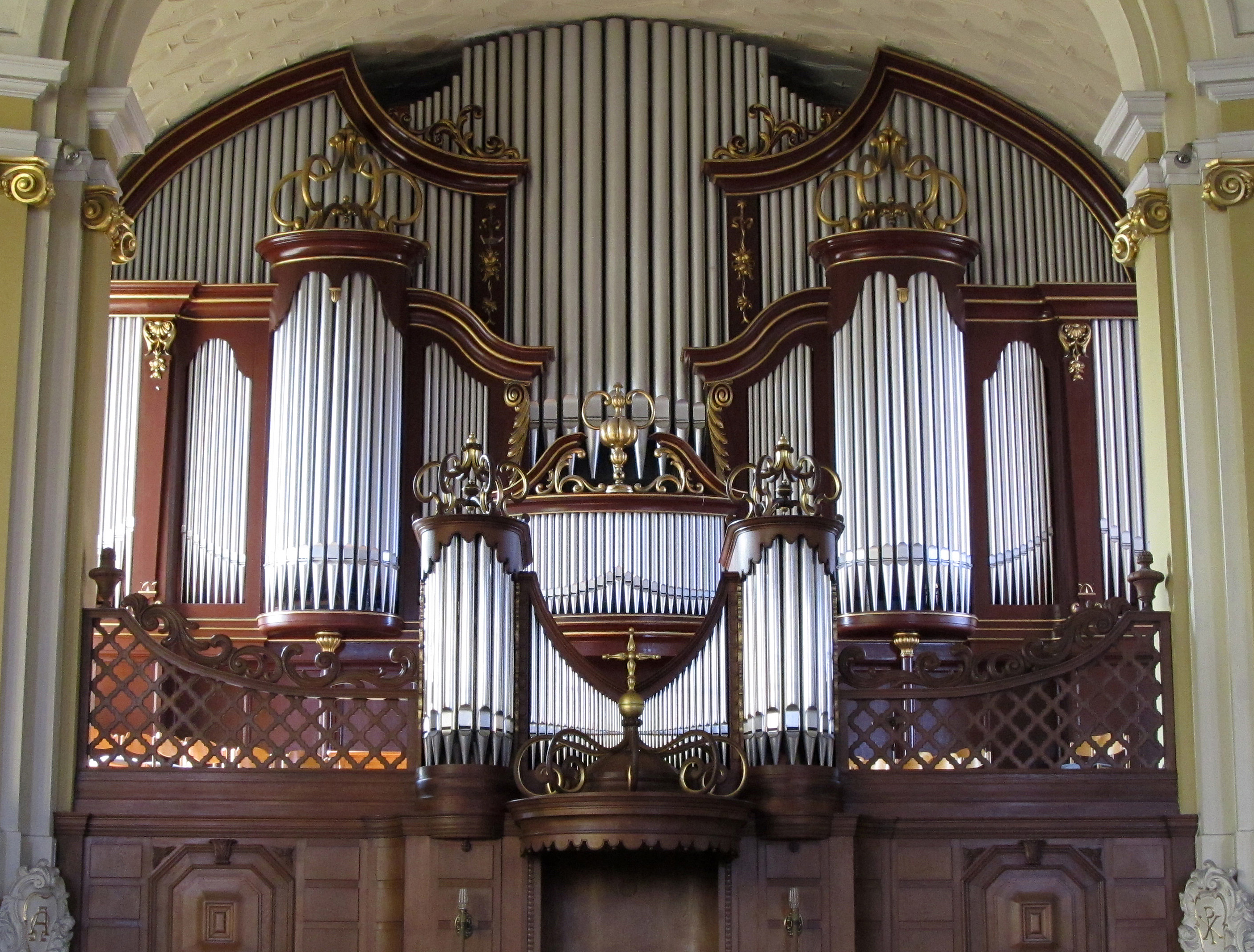
Orgue de la Versöhnungskirche (église de la Réconciliation) de Völklingen

En 2009, le Festival d’orgues Forbach-Völklingen décide de lancer un grand projet pédagogique de l’orgue auprès des jeunes. Depuis, chaque année, une centaine d’enfants participe à cette découverte de l'orgue à travers plusieurs étapes : la découverte en classe du fonctionnement d’un orgue et la découverte sonore grâce à l’orgue-pieuvre, la visite d’un orgue et l’exploration sonore des différents registres, la visite d’une manufacture d’orgue pour comprendre comment on construit un orgue, la participation à un conte musical avec orgue écrit par Annette Philipp et joué en partenariat avec la médiathèque de Forbach.
Ces quatre temps permettent une approche assez complète de l’instrument et l’intérêt des enfants, et même des enseignants, montre l’importance de ce volet pédagogique.

## Exposition «un orgue, comment ça marche?»

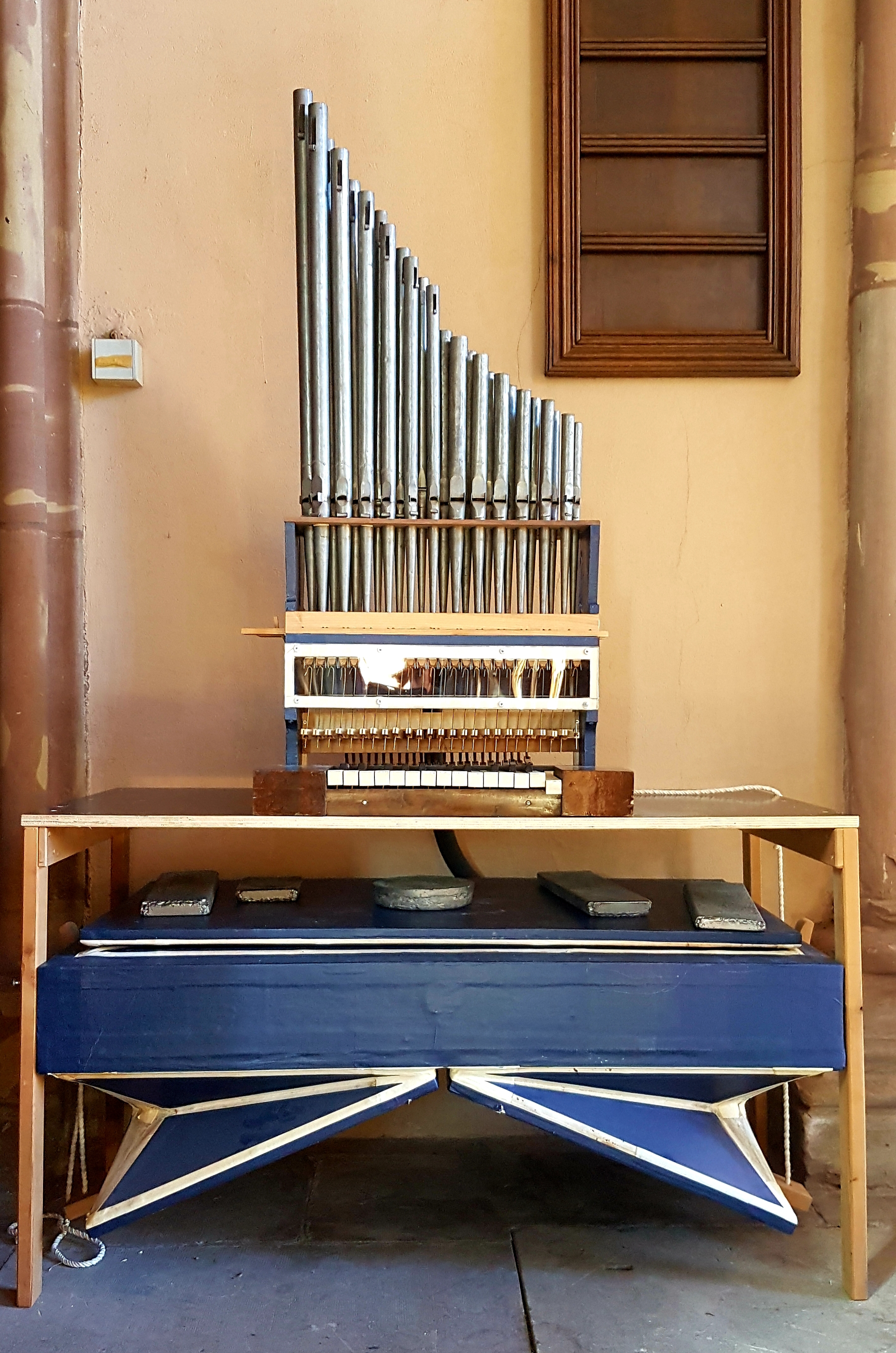
Maquette d'orgue

Après avoir lancé le projet pédagogique à destination des enfants, le Festival s’est intéressé aux autres publics. En 2010, un grand projet voit le jour, l’exposition « un orgue, comment ça marche ? ». À double lecture, adultes/enfants, et bilingue, cette exposition est complétée chaque année et se compose aujourd’hui de plusieurs chapitres : l’histoire de l’orgue, le fonctionnement de l’orgue, les quatre grands-orgues de Forbach et Völklingen, les principes de l’acoustique, le lien entre l’orgue, ses registres et l’acoustique[réf. nécessaire].
Pour mettre cette exposition en musique, les organisateurs imaginent une maquette qui pourrait être actionnée par les visiteurs pour créer de la musique. C’est la naissance de l’orgue-pieuvre. Un ensemble de 25 tuyaux chromatiques sur deux octaves reliés à des embouts en plastique dans lesquels on peut souffler pour jouer des mélodies et de la polyphonie.
En 2013, l'exposition est agrandie par un nouveau chapitre consacré à l'acoustique d'une manière générale (hauteur de son, timbre, spectre harmonique...) et son lien avec l'orgue (les timbres des jeux d'orgue).
En 2019, une maquette d'orgue est commandée pour accompagner l'exposition afin d'expliquer simplement le fonctionnement d'un orgue. Elle est composée de 2 octaves de tuyaux de gambe/salicional pour illustrer la hauteur des sons, ainsi que de plusieurs tuyaux différents qui permettent d'aborder les timbres des registres.